# Orgens
Orgens is een plaats (freguesia) in de Portugese gemeente Viseu en telt 3462 inwoners (2001).